# Mănerău, Hunedoara
Mănerău este un sat în comuna Pestișu Mic din județul Hunedoara, Transilvania, România. Se află în partea de vest a județului, la poalele estice ale masivului Poiana Ruscă.

## Geografie
Satul Mânerău este amplasat situat în partea centrală a județului Hunedoara, în proximitatea zonei de culoar a cursului inferior al râului Cerna, la nord-nord-vest față de municipiul Hunedoara. În repere absolute, localitatea se află la intersecția coordonatelor geografice 45˚46΄ latitudine nordică și 22˚52΄ longitudine estică.
Din punct de vedere administrativ, aparține comunei Peștișu Mic, județul Hunedoara, alături de satele: Almașu Mic, Ciulpăz, Cutin, Dumbrava Josani, Nandru, Pestișu Mic și Valea Nandrului. Teritoriul cadastral al Mânerăului se învecinează la nord cu localitatea Pestișu Mic, limita dintre acestea constituind-o spinarea colinelor Pe Gial, Viile din Jos și Coasta Moga. La nord-est  este despărțită de Peștișu Mare prin catena micului versant Fața din Jos și valea râului Petac. Către răsărit, lunca fertilă a satului este în atingere cu limesul natural al văii Cernei, acest râu constituind și hotarul cu așezarea suburbană Buituri. La sud și sud-est se învecinează cu zona industrială a Combinatului Siderurgic și cu intravilanul municipiului Hunedoara, țarinile Gura Luncii, În Cărămizi, Planuri și Țarina din Jos fiind în contact cu teritorialitatea metropolei. Spre sud-vest, spinarea dealurilor Bătaga, Meea, Țarina din Sus și Cocor trasează o veche hotărnicie cu localitatea suburbană Răcăștia. Limita de apus și de nord-vest este marcată de interfluviul colinelor Cocor și Fața din Sus, înălțimi care delimitează Mânerăul de localitățile hunedorene Valea Nandrului și Josani.
Patrimoniul teritorial Mânerău include două subsisteme habitaționale: vatra satului, întemeiată de-a lungul firului unui afluent al Cernei, și Lunca, situată în culoarul văii Cernei, care până la edificarea Secției laminatoare a C.S.H. a constituit grânarul Mânerăului. Poziția geografică ilustrează zona de trecere, piemontană, de la rama estică a Munților Poiana Ruscă la spațiul de luncă, trasat de coridorul inferior al râului Cerna.
Satul a fost rostuit în scurtul talveg cu axa vest-est, tăiat de firul pârâului omonim, de-o parte și de alta a cursului de apă, fiind protejat de vânturile puternice în ringul închipuit de dealurile ce închid laturile dinspre miazănoapte, apus și miazăzi. Acest cadru a fost remarcat și de preotul Constantin Dăncilă din Mânerău, atunci când și-a așternut pe hârtie însemnările monografice: „Comuna Mânierău — satul — se află în mijlocul hotarului. Este situată de la drumul țării spre apus pe o vălicică între trei dealuri, putem zice la locul cel mai rău din hotar. E ferită de vânturi, ferită de a se vedea din drumul țării și nici un drum vicinal nu trece prin acest sat. El formează un triunghi ferit, așa că drumul ce merge pe valea Nandru și cel prin Răcăștie îl înconjoară.”

Motivația fondării satului între dealuri a ținut cont de mai multe aspecte. În primul rând acela al protejării din calea vânturilor majore și față de sectorul inundabil al Cernei. Apoi este de luat în considerare factorul defensiv, respectiv alegerea unei locații mai retrase, ferite de la  dunga “Drumului Țării”, fiind la adăpost de ochii potențialilor năvălitori. Memoria colectivă păstrează în sipetul legendei despre întemeierea satului Mânerău ideea că satul ar fi fost mutat după pavăza dealurilor din calea unor asemenea incursiuni războinice. Faciesul unui profil economic relativ constant în timp, axat pe agricultură și creșterea vitelor mari, pledează în favoarea habitării între dealuri, versanții acestora oferind condiții pentru fânațe, ca sursă sine qva non a furajării unei mari populații de animale domestice.  Intravilanul localității este amplasat epicentral în arealul cadastral al așezării, asemenea inimii care pulsează suflul primenitor al vieții într-un organism viu.
Localitatea Mânerău se inserează sistemului de culoar al văii Cernei, la est, prin Gura Luncii, racordându-se astfel la comunicația județeană ce leagă municipiul Hunedoara de DN7 (așa-zisul „Drum al Țării”). Apropierea de această magistrală de comunicație, ce leagă cursul mijlociu al Mureșului de o zonă montană cu un larg spectru mineralogic și al potențialului de habitare, a favorizat, încă din preistorie, contacte cu purtătorii diferitelor civilizații care afluiau pe Cerna în sus în căutarea unor noi resurse. Epoca modernă, cu extinderea spațiului urban și industrial al Hunedoarei, a reprezentat deschiderea către o lume a orașului aflată în imediata apropiere, ceea ce a indus atât influențele modernității asupra vieții cotidiene a Mânerăului, cât și conturarea unei reacții opozante, conservatoare, în beneficiul supraviețuirii valorilor vieții arhaice, rezemate pe o economie de subzistență.
Mânerăul se află la o altitudine medie de 237,5 m față de nivelul mării, fiind comparabilă cu cea a localității Peștișu Mic. Principalele înălțimi (Meea, Dealul Bătăgii, Gruniu, Chiciora) nu depășesc semeția culmilor învecinate: Dealul Răcăștia (328 m), Dealul Stufitului (370 m).

## Istoric
Încă de la prima atestare documentară, satul Mânerău este menționat în conexiune cu cetatea Hunedoarei, în componența marelui domeniu feudal de aici. Germenii emancipării sociale apar în timpul Corvinilor, când unor loiali de pe câmpurile de luptă ale „cruciadelor” antiotomane le sunt acordate diplome privilegiale. Secolele al XVI-lea și al XVII-lea se remarcă prin ridicarea unor elite din mijlocul locuitorilor Mânerăului, cum vor fi fost Petru Toma, Pârcălab al Pădurenilor, și Andrei Buda, vicejudele curții domeniale. În contextul ocupării Transilvaniei de către Habsburgi, la finele deceniului al treilea din secolul al XVIII-lea, satul se desprinde din sfera marii proprietăți private feudale și este înglobat fiscului austriac.
Reformele tereziene și iosefine aduc cu sine zorii emancipării din iobăgie. După 1762, cea mai mare parte a satului se înscrie în contingentul grăniceresc, la Compania limitanensă de la Răcăștia, dobândind în schimb eliberarea din servituțile feudale. 
Semnele modernizatoare ale veacului al XIX-lea își vor fi pus amprenta și asupra Mânerăului. După Revoluția de la 1848-1849, ultimii iobagi de aici își dobândesc libertatea. Grănicerul Ilie Toma organiza, după 1860, întâia școală a satului cu o didactică în maniera învățământului nemțesc de la Răcăștia. Ca urmare a epidemiei de holeră din anii 1872-1873, măsurile sanitare încep a se institui cu o mai mare vigoare, prin vaccinarea obligatorie a tuturor nou-născuților din Mânerău. La 1882, un mare incendiu mistuie cea mai mare parte a satului.
Spre finalul secolului al XIX-lea, șansa emancipării prin cultură se ivește și pentru obștea Mânerăului, odată cu venirea în sat a preotului Constantin Dăncilă. Părintele Dăncilă a militat pentru existența școlilor confesionale din Mânerău și Răcăștia, amenințate cu desființarea. 
Fiul acestuia, colonelul preot Ioan Dăncilă, a contribuit decisiv la organizarea clerului militar din Armata română.
La finele Primului Război Mondial, sătenii din Mânerău au manifestat pentru unirea cu România, constituind un Sfat și o Gardă națională română. Perioada interbelică aduce cu sine legătura cu lumea orașului și cu Uzinele de fier din Hunedoara, operând transformări asupra mentalității colective de tip tradițional.
Sovietizarea a generat, la finele deceniului șase al secolului al XX-lea, o bulversare a solidarității obștei Mânerăului. Unii dintre oponenții colectivizării sunt incluși într-un simulacru de proces instrumentat de securitate.